# 愛の狩人 (映画)
『愛の狩人』（Carnal Knowledge）は1971年のアメリカ映画。

## あらすじ
二人の男子大学生がいて、彼らは一見、優等生と不良の不釣り合いに見えるが、親友同士である。二人は人生や愛についてように考え、様々な女性との関係が描かれていく。その後、片方がある女子大生と付き合うが、もう片方は応援しているようなふりをしながら寝取ってしまう。そして…

## スタッフ
- 監督: マイク・ニコルズ

## キャスト
| 役名         | 俳優                   | 日本語吹き替え | 日本語吹き替え |
| 役名         | 俳優                   | ソフト版       | 東京12ch版     |
| ------------ | ---------------------- | -------------- | -------------- |
| ジョナサン   | ジャック・ニコルソン   | 樋浦勉         | 仲村秀生       |
| サンディ     | アート・ガーファンクル | 金内吉男       |                |
| ボビー       | アン＝マーグレット     | 小原乃梨子     |                |
| スーザン     | キャンディス・バーゲン | 鈴木弘子       |                |
| ルイーズ     | リタ・モレノ           | 北浜晴子       |                |
| シンディ     | シンシア・オニール     | 来宮良子       |                |
| ジェニファー | キャロル・ケイン       |                |                |

東京12ch版：初回放送1976年10月28日「木曜洋画劇場」